# 科西奇哈河
科西奇哈河（烏克蘭語：Косичиха），是烏克蘭的河流，位於該國東北部，屬於伊沃特卡河的右支流，發源自沙特里謝，流經蘇梅州，河道全長19公里，流域面積74.5平方公里。